# 各務原市立各務原特別支援学校
各務原市立かかみがはら支援学校（かかみがはらしりつかかみがはらしえんがっこう）は、岐阜県各務原市にある市立の特別支援学校である。

## 学校概要
知的障害及び肢体不自由、病弱を対象とした小中高一貫校である。
各務原市には知的障害者を対象とする高等部単独の特別支援学校の各務原市立各務原特別支援学校が設置されていたが、小中学部の児童生徒及び知的障害以外の生涯がある高等部の生徒は、市外の特別支援学校等に通学をしている状況であった。要望もあり、2019年（令和元年）12月、市は知的障害及び肢体不自由、病弱のある児童生徒を対象とした総合型の小中高一貫校の特別支援学校の設置を決定。既設の各務原特別支援学校に小学部、中学部を新設し、鵜沼羽場町に施設を新築して移転となる。同時に校名も改称し、2025年（令和7年）4月に各務原市立かかみがはら支援学校となる。
かかみがはら支援学校の名称は公募された校名から選ばれている。「かかみがはら」を平仮名としたのは親しみが持て、全国に発信できることがら。「特別」を外したのは支援が特別では無く自然に行われる学校になることを願ったためである。

## 沿革
- 1986年（昭和61年）4月7日 - 各務原市立各務原養護学校として設立。高等部･普通科を置く。所在地は各務原市那加雲雀町1番地。
- 1989年（平成元年）12月13日 - 創立5周年記念式典挙行
- 1995年（平成7年）12月9日 - 創立10周年記念式典挙行
- 2004年（平成16年）7月8日 - 新校舎起工式
- 2005年（平成17年）3月24日 - 岐阜大学農場跡地の一部に敷地を拡大し、新校舎が完成。
- 2006年（平成18年）
  - 2月7日 - 新校舎・アリーナ竣工
  - 5月26日 - 創立20周年記念式典挙行
- 2017年（平成29年）4月1日 - 各務原市立各務原特別支援学校に改称。
- 2019年（令和元年）12月 - 知的障害、肢体不自由、病弱の児童生徒を対象とした小中高一貫の新設が決まる。
- 2024年（令和6年）
  - 9月 - 公募された校名から、「各務原市立かかみがはら支援学校」が選ばれる。
  - 12月 - 岐阜県教育委員会により、各務原市立各務原特別支援学校小学部及び中学部の設置、各務原市立各務原特別支援学校位置変更が認可される[4][5]。
- 2025年(令和7年)
  - 1月 - 鵜沼羽場町に校舎（鉄筋コンクリート造2階建）が竣工。同月31日に完成式典と内覧会が行われる[6]。
  - 4月1日 - 鵜沼羽場町に移転。各務原市立かかみがはら支援学校に改称。
  - 4月11日 - かかみがはら支援学校の開校式を行う[7][8]。開校時の児童生徒数は163人。高等部の生徒は各務原特別支援学校からの転入。小、中学部の児童生徒は岐阜市、関市の特別支援学校からの転校である。

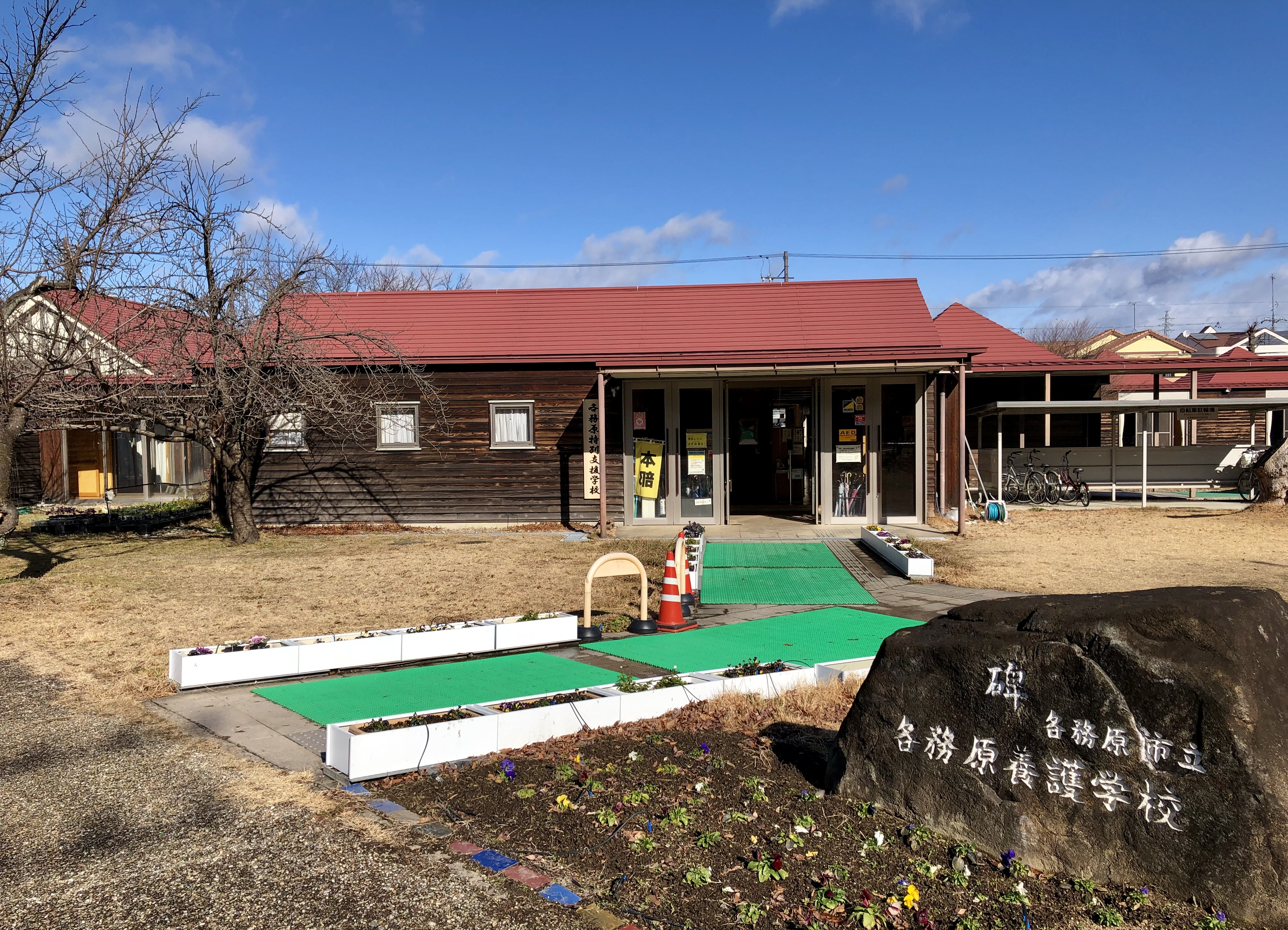
那加雲雀町1に存在した各務原特別支援学校

## アクセス
- 名古屋鉄道各務原線羽場駅下車、徒歩約10分

## その他
- 移転後、那加雲雀町の各務原特別支援学校の建物は改修され、普通教室棟は就労継続支援B型事業所（各務原市総合福祉会館内の虹の家と川島健康福祉センター内の友愛の家を移転）。織物棟の一部（木工教室、窯業教室、縫製教室）は教育支援センター「あすなろ教室」（各務原市産業文化センターより移転）。織物棟の一部（織物教室、調理教室、印刷教室）と特別教室棟は教育機関を誘致する予定である[9]。